# Mahmoud Bayati
Pour les articles homonymes, voir Bayati.
Mahmoud Bayati (en persan : محمود بیاتی), né le 22 mars 1928 à Téhéran (Perse) et mort le 2 décembre 2022,  est un footballeur international puis entraîneur iranien. 
En tant que joueur, il remporte la médaille d'argent aux Jeux asiatiques de 1951 et, en tant que sélectionneur, il remporte la Coupe d’Asie 1968.

## Palmarès
- Vainqueur de la Coupe d’Asie des nations 1968 avec l'équipe d'Iran